# Looking for Clues
«Looking for Clues» es una canción del cantante británico de rock Robert Palmer, publicada como sencillo en 1980 por Island Records e incluida como la primera pista de su sexto álbum de estudio Clues (1980). 
Al igual como ocurrió con su anterior sencillo Johnny and Mary, la canción obtuvo un positivo éxito comercial principalmente en los países de Europa. Se convirtió en su segundo sencillo consecutivo en lograr la primera posición en Los 40 Principales de España y alcanzó a estar entre los diez más vendidos en las listas de Francia, Alemania, Suiza, Bélgica (Región Flandes) y Canadá. Para promocionarlo se grabó un videoclip, que fue uno de los primeros en ser emitidos por MTV el 1 de agosto de 1981.

## Composición y grabación
Considerada como una mezcla de new wave y synth pop, el propio vocalista mencionó que su «ritmo tiene una figura sincopada casi académica» y a pesar de que no recuerda que estaba pensando cuando la escribió, señaló que debió estar muy inspirado ya que posee varias frases. Entre los músicos acreditados, Palmer invitó a Chris Frantz de Talking Heads —quién por aquel entonces era su vecino en Nasáu— y a Andy Fraser —autor de su primer éxito «Every Kinda People»— para que tocaran la batería y el bajo respectivamente.

## Lanzamiento y reediciones
«Looking for Clues» salió a la venta el 31 de octubre de 1980 como el segundo sencillo del álbum Clues en el formato vinilo de 7", a través de Island Records. Su lado B dependió de cada edición, por ejemplo en el Reino Unido lo ocupó «Good Care of You», mientras que en Australia fue «What Do You Care» y en los Estados Unidos «Woke Up Laughing». En determinados países también se lanzó en formato vinilo de 12" que poseía una versión extendida de la canción y como lados B a «Good Care of You» y «Style Skills». En Alemania estas dos últimas fueron sustituidas por «Johnny and Mary». En dos ocasiones se grabó en vivo para posteriores publicaciones oficiales: en 1983 en el Hammersmith Palais de Londres para el póstumo At the BBC (2010) y en 1988 en el Teatro Apollo de Nueva York para Live at the Apollo (2001).

## Recepción

### Comercial
Al igual como ocurrió con su anterior sencillo «Johnny and Mary», luego de su publicación alcanzó buenas posiciones en las listas musicales de varios países, sobre todo de Europa continental. En España llegó hasta la cima de Los 40 Principales en 1981, siendo su segundo número uno consecutivo en ese país después de «Johnny and Mary». Por su parte, en Francia logró el tercer lugar en la lista local y vendió más de 300 000 copias. De igual manera ingresó entre los diez más vendidos en Alemania, Suiza y Bélgica (Región Flandes). En Suecia se ubicó en el lugar 14 del Sverigetopplistan, mientras que en Países Bajos consiguió los puestos 15 y 17 en Dutch Top 40 y Dutch Single Top 100, respectivamente. En el Reino Unido alcanzó el puesto 33 en el UK Singles Chart y en Australia llegó hasta la casilla 23 en el Kent Music Report. En Canadá se situó en el séptimo lugar del Top Singles de la revista RPM y en los Estados Unidos llegó hasta el 5 en el Bubbling Under Hot 100 Singles.

### Crítica especializada
«Looking for Clues» recibió críticas positivas por parte de la prensa especializada. La revista Cashbox la escogió como una de sus selecciones destacadas en noviembre de 1980, en cuya reseña mencionó: «En [este] segundo sencillo de su actual LP ha creado un pequeño boogie inmensamente contagioso, mitad pop, mitad funk para apoyar sus voces agudas y de múltiples pistas, con una vibración ordenada». En la crítica al álbum Clues, la publicación Audio consideró que la canción poseía un «sonido futurista». Donald A. Guarisco del sitio Allmusic señaló que: «era una porción inteligente de pop new wave que sorprende al oyente con un inesperado solo de xilófono». Billboard la llamó como una de las mejores canciones del disco y que, junto con «Johnny and Mary», estaba orientada hacia un público consumidor de dance rock. Por su parte, Jeff Giles del sitio web Ultimate Classic Rock la posicionó en el noveno lugar de entre las diez mejores canciones del cantante.

## Lista de canciones
| Sencillo en vinilo de 7" - Edición británica |                     |          |  |
| N.º                                          | Título              | Duración |  |
| 1.                                           | «Looking for Clues» | 4:15     |  |
| 2.                                           | «Good Care of You»  | 2:24     |  |

| Sencillo en vinilo de 7" - Edición australiana |                     |          |  |
| N.º                                            | Título              | Duración |  |
| 1.                                             | «Looking for Clues» | 4:15     |  |
| 2.                                             | «What Do You Care»  | 2:46     |  |

| Sencillo en vinilo de 7" - Edición estadounidense |                     |          |  |
| N.º                                               | Título              | Duración |  |
| 1.                                                | «Looking for Clues» | 4:08     |  |
| 2.                                                | «Woke Up Laughing»  | 3:36     |  |

| Sencillo en vinilo de 12" - Edición británica |                                         |          |  |
| N.º                                           | Título                                  | Duración |  |
| 1.                                            | «Looking for Clues»» (versión original) | 4:51     |  |
| 2.                                            | «Good Care of You»                      | 2:24     |  |
| 3.                                            | «Style Kills»                           | 4:16     |  |

| Sencillo en vinilo de 12" - Edición alemana |                                         |          |  |
| N.º                                         | Título                                  | Duración |  |
| 1.                                          | «Looking for Clues»» (versión original) | 4:51     |  |
| 2.                                          | «Johnny and Mary»                       | 3:59     |  |

## Posicionamiento en listas
| País           | Lista (1980-1981)              | Posición |
| -------------- | ------------------------------ | -------- |
| Alemania       | Media Control Charts           | 3        |
| Australia      | Kent Music Report              | 23       |
| Bélgica        | Ultratop 50 Singles            | 9        |
| Canadá         | RPM Top Singles                | 7        |
| España         | Los 40 Principales             | 1        |
| Estados Unidos | Bubbling Under Hot 100 Singles | 5        |
| Francia        | French Singles Chart           | 3        |
| Países Bajos   | Dutch Top 40                   | 15       |
| Países Bajos   | Dutch Single Top 100           | 17       |
| Reino Unido    | UK Singles Chart               | 33       |
| Suecia         | Sverigetopplistan              | 14       |
| Suiza          | Schweizer Hitparade            | 6        |

| País      | Lista (1981)         | Posición |
| --------- | -------------------- | -------- |
| Australia | Kent Music Report    | 80       |
| Francia   | French Singles Chart | 34       |

## Músicos
- Robert Palmer: voz, guitarra, bajo y batería
- Kenny Mazur: guitarra
- Andy Fraser: bajo
- Dony Wynn y Chris Frantz: batería
- Jack Waldman: teclados